# Parc des Hautes-Ourmes
Le parc des Hautes-Ourmes est un parc municipal situé à Rennes créé entre 1971 et 1976. Il est surnommé le « bois des Allemands » par les Rennais depuis l’Occupation.
On y trouve 1 250 arbres sur 10 100 m2 autour d’une grande clairière sur un terrain de 4,5 hectares.
Le parc est situé entre le boulevard Léon Grimault et la rue de Vern, une allée de chênes s’étend (panhandle) le long du groupe scolaire Léon Grimault jusqu’à l’entrée ouest avenue de Pologne.
Il est desservi par le métro, station La Poterie et les lignes de bus C2, 11, 12 et 13 aux arrêts avoisinants le parc.